# Rio Diamantino (vattendrag i Brasilien)
Rio Diamantino är ett vattendrag i Brasilien.   Det ligger i delstaten Mato Grosso, i den centrala delen av landet, 500 km väster om huvudstaden Brasília.
Omgivningarna runt Rio Diamantino är huvudsakligen savann. Trakten runt Rio Diamantino är nära nog obefolkad, med mindre än två invånare per kvadratkilometer.